# Cricula
Cricula é um gênero de mariposa pertencente à família Bombycidae.